# Duet

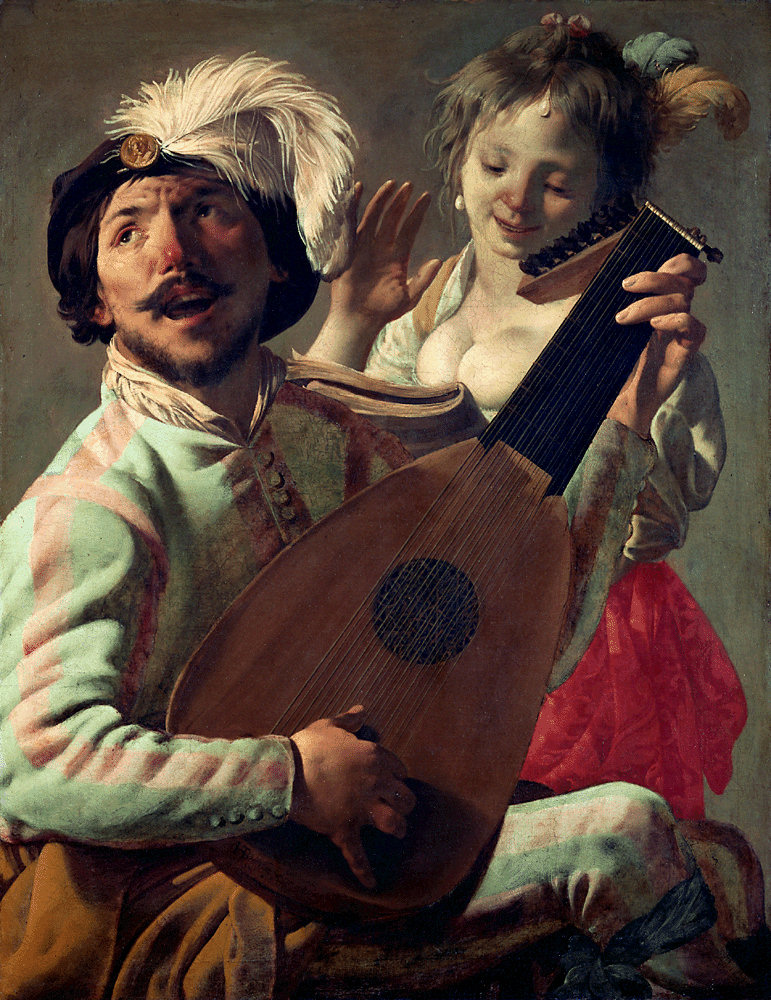
Duet, Hendrika ter Brugghena

Duet je hudební skladba pro dva hlasy nebo pro dva nástroje. Klavírní skladba, kterou interpretují zároveň dva hráči na jednom nástroji je označována jako „skladba pro čtyři ruce“ (nebo také čtyřruční hra). Skladba pro dva klavíristy na dvou různých nástrojích je označována za „klavírní duo“.

## Obecný význam
Duet obecně označuje :
- dva hudebníky současně hrající na jeden hudební nástroj
  - ale s výjimkou klavíru, kde označuje dva klavíristy hrající na dva různé klavíry
- interpretaci téže písničky dvěma zpěváky
- hudební kus, který hrají dva lidé
- obecně termín označuje jakoukoliv jinou lidskou aktivitu, kterou provádí dva lidé společně

V renesanční hudbě existují i zvláštní učební skladby, které jsou určené k společné hře učitele a studenta. Jsou označovány termínem bicinium. Viz etuda.